# پرچم مصلحتی

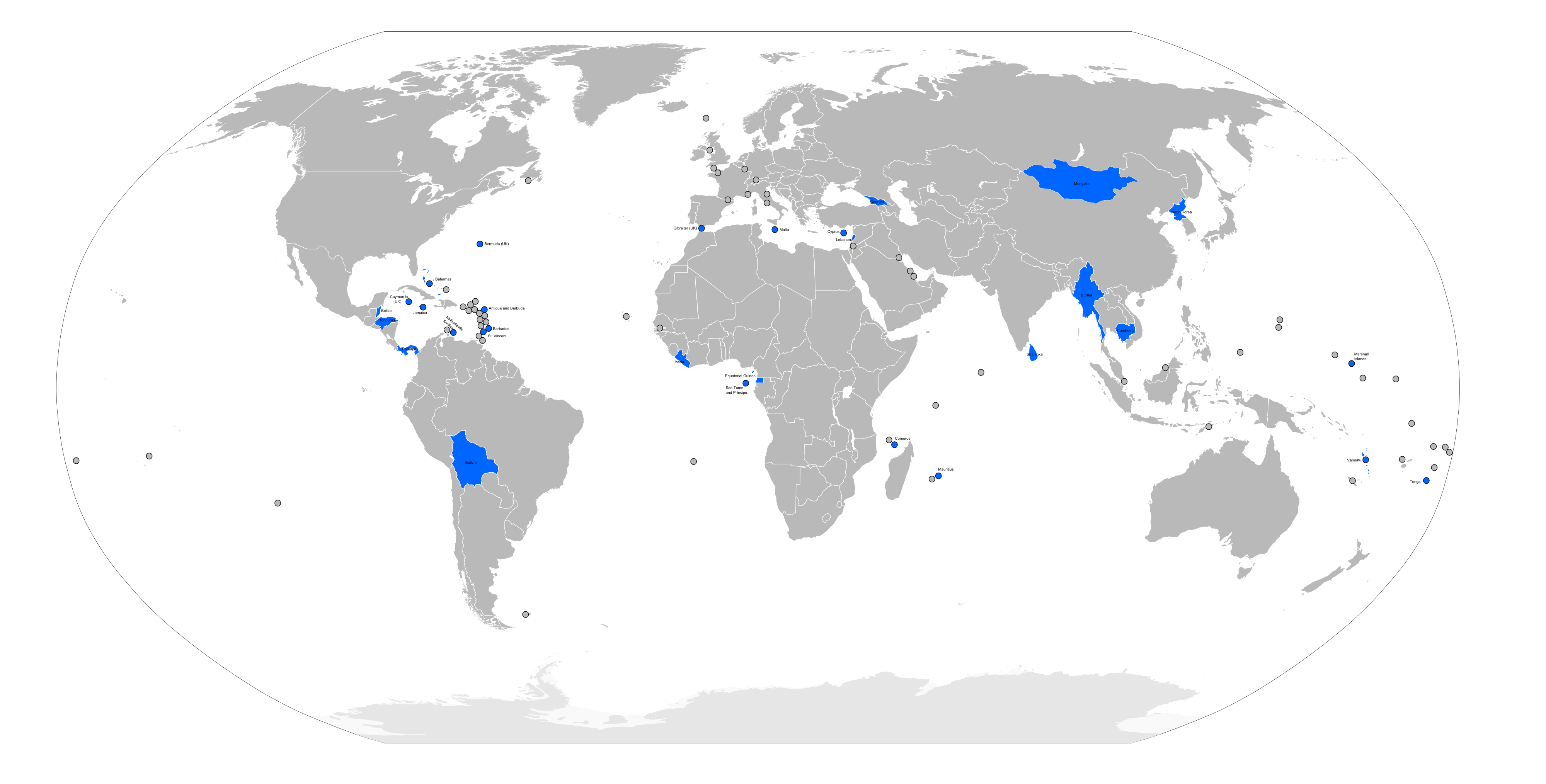
کشورهایی که پرچم مصلحتی اعطا می‌کنند.

پرچم مصلحتی به این معناست که صاحب یک کشتی تجاری، کشتی خود را در کشور دیگری به ثبت رسانده و پرچم آن کشور را بر فراز کشتی خود به اهتزاز درآورد. هزینه پائین برای ثبت کشتی، مالیات پائین یا فقدان مالیات، رهایی از قوانین کار و امکان استفاده از کارگران ارزان از دلایل استفاده از پرچم مصلحتی است.
در برخی موارد کشتی‌ها به دلایلی غیر از منافع اقتصادی از پرچم مصلحتی استفاده کرده‌اند. از جمله در زمان جنگ ایران و عراق کشتی‌های کویتی برای جلوگیری از شلیک موشک‌های سرگردان به سوی آن‌ها و برخورداری از حمایت نظامی آمریکا و بریتانیا از پرچم این دو کشور استفاده می‌کردند.
همچنین در دوران حکومت آپارتاید آفریقای جنوبی کشتی‌های این کشور برای فرار از تحریم‌های بین‌المللی به استفاده از پرچم مصلحتی روی آورده بودند.
امروزه بیش از نیمی از کشتی‌های تجاری دنیا (بر حسب تناژ) از پرچم مصلحتی استفاده می‌کنند. لیبریا، باهاما و پاناما بزرگترین ناوگان کشتی‌های دارای پرچم مصلحتی را در اختیار دارند.

## انتقادات
اتحادیه‌های تجاری ملوانان با رویه اخذ پرچم مصلحتی سخت مخالف‌اند. فدراسیون بین‌المللی ملوانان یکی از نهادهایی ست که به‌شدت با به‌کارگیری پرچم مصلحتی مخالفت می‌ورزد و آن را تنها ابزاری برای بهره‌کشی از کارگران و خودداری از اجرای موازین بهداشتی می‌داند. برای رفع این مشکل؛ لزوم وجود «ارتباط اصیل» میان کشور صاحب پرچم و کشتی امری ست که در «کنوانسیون دریای آزاد (۱۹۵۸)» به آن اشاره شده‌است. دیوان بین‌المللی دادگستری در رأی مشورتی دربارهٔ اساسنامهٔ کمیتهٔ ایمنی دریایی «سازمان میان‌دولتی مشورتی دریایی» (۱۹۶۰) صرفِ ثبتِ کشتی در یک کشور را جهت برخورداری از تابعیت آن کشور کافی دانسته‌است، اما از نظر فدراسیون بین‌المللی ملوانان «ارتباط اصیل» بنا به تعریف کنوانسیون ملل متحد در مورد حقوق دریاها در وضعیت پرچم مصلحتی وجود ندارد.
در «کنوانسیون ملل متحده در مورد ثبت کشتی‌ها» (۱۹۸۶) این رابطهٔ اصیل این‌گونه تعریف شده که؛ اولاً دولت ثبت‌کنندهٔ کشتی باید از نیروی دریایی مؤثری برای اعمال قوانین خود بر کشتی‌های متبوعش برخوردار باشد و ثانیاً بخش قابل توجهی از مالکیت کشتی به اتباع آن دولت تعلق داشته یا بخش قابل ملاحظه‌ای از کارکنان کشتی تابعیت آن دولت را داشته باشند. البته این کنوانسیون برای لازم‌الاجرا شدن نیازمند تصویب ۴۰ دولت است که ۲۵٪ از تناژ جهانی کشتی‌ها را دارا باشند و این امر هنوز محقق نشده‌است.
کنوانسیون‌های حقوق دریاهای ۱۹۵۸ و ۱۹۸۲ این تکالیف را بر عهده کشور صاحب پرچم گذاشته‌اند:
«ثبت کلیهٔ کشتی‌هایی که پرچم آن کشور را برافراشته‌اند، اعمال اقتدار و نظارت مؤثر در امور اداری، فنی و اجتماعی کشتی‌ها، اتخاذ اقدام‌های لازم جهت برقراری امنیت در دریا، جلوگیری از تصادف، کاهش و کنترل آلودگی محیط زیست دریایی و اتخاذ قوانین و مقررات و نیز فراهم آوردن امکانات مورد نیاز جهت دستیابی به معیارها، قواعد و مقررات و رویه‌هایی که مورد پذیرش عام هستند، و تضمین رعایت و اجرای آن‌ها.»
در سال گذشته نیز گفته شد که ایران برای عبور از تحریم‌های بین‌المللی از پرچم مصلحتی بر روی کشتی‌هایش استفاده کرد.